# Sturlunga saga
La Sturlunga saga (che in islandese significa Saga degli Sturlungar), o semplicemente Sturlunga, è una raccolta di saghe scritte da vari autori tra il XII e il XIII secolo; fu compilata intorno all'anno 1300. Narra soprattutto la storia degli Sturlungar, un potente clan islandese dell'Epoca degli Sturlungar (1220-1264), ai tempi dello Stato libero d'Islanda.
La Sturlunga saga inizia raccontando la leggenda di Geimundr heljarskinn, un regnante del tardo IX secolo di un piccolo Stato incluso nell'attuale Norvegia, che scappò in Islanda per sfuggire al crescente potere di re Harald Bellachioma (colui che unificò la Norvegia). Di più accertata storicità sono le saghe della Sturlunga saga che trattano di fatti accaduti dopo il 1117, la prima delle quali è la Þorgils saga ok Hafliða; altre saghe importanti sono la Sturlu saga, la Prestsaga Guðmundar Arasonar e l'Íslendinga saga, la più lunga, che costituisce da sola quasi la metà di tutta la raccolta e copre il periodo dal 1183 al 1264.
La Sturlunga saga è la fonte principale di notizie sulla storia dell'Islanda tra il XII e il XIII secolo, e fu scritta da persone che sperimentarono i contrasti interni per il potere, che terminarono con la firma del Gamli sáttmáli ("Vecchio Patto") e l'annessione dello Stato libero d'Islanda alla Norvegia di re Haakon IV nel 1262.